# Cornelia Catangă
Cornelia Catangă (Buzău, 9 de marzo de 1958 – Bucarest, 26 de marzo de 2021) fue una cantante y violinista rumana.

## Biografía
Catangă nació en el Distrito de Buzău en 1958. En 1979 cantó durante un breve periodo de tiempo con la artista rumana Romica Puceanu y en 1985 tuvo su primera presentación como solista en el Polyvalent Hall. En 1989 publicó su primer álbum de estudio, apoyada por la orquesta de Ion Onoriu. Durante parte de su carrera cantó con su esposo Aurel Pădureanu.
La cantante falleció el 26 de marzo de 2021 a los sesenta y tres años en Bucarest, víctima del COVID-19. Fue enterrada un día después en el Cementerio de Ghencea.